# Sensibilisierung (Psychologie)

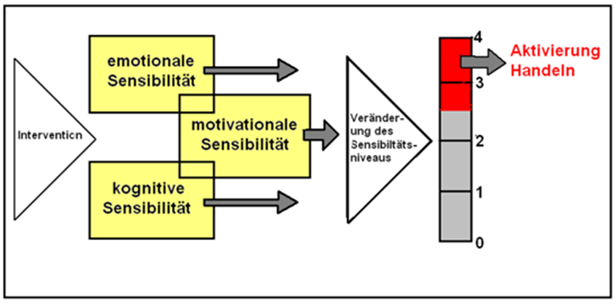
Kategoriemodell der Sensibilisierung

Sensibilisierung ist die prozess- oder impulsgelenkte Zustandsveränderung der Sensibilität.
Sensibilität beschreibt den aktiv oder passiv durch einen Impuls oder einen Prozess erworbenen emotionalen, kognitiven und motivationalen Zustand des Menschen für ein bestimmtes Themenfeld.
Das Sensibilitätsniveau zeigt an, auf welchem Skalenwert bzw. in welchem Zustand sich die Sensibilität befindet und lässt z.Bsp. auf die Ausdauer und Intensität der Motivation, sich auf neue emotionale und kognitive Reize einzulassen, schließen.
Das Konstrukt der nachhaltigen Sensibilisierung ist nach Kramersmeyer die anhaltende Veränderung des Sensibilitätsniveaus eines Individuums in Bezug zu einem spezifischen Kontext.

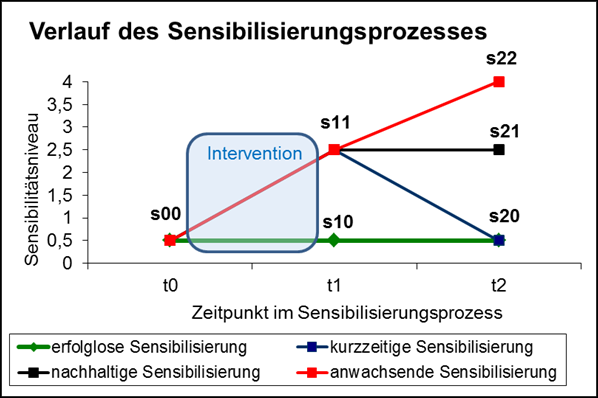
Verlauf des Sensibilisierungsprozesses

## Synonyme Verwendung
Begrifflichkeiten ähnlich Sensibilität und Sensibilisierung werden im psychologischen Kontext häufig, aber heterogen verwandt. Ob man mit Schildern auf der Autobahn, Bildern auf Zigarettenschachteln etc. arbeitet, man spricht von Sensibilisierungsprozessen.
Für Heckhausen/Heckhausen ist Sensibilität mit Emotionen, Interesse und Neugier verbunden. Odenbach verwendet als Bedingung für nachhaltige Sensibilisierung den Begriff „Einsicht“. Bönsch schreibt, dass die Gedächtnisleistung besonders hoch ist, wenn mit dem Material eine angenehme gefühlsmäßige Verbindung besteht. Kandel erklärt Bewusstsein als Zustand bewusster Wahrnehmung oder selektiver Aufmerksamkeit, welche es uns erlaubt, auf wichtige Inhalte zu fokussieren und unwesentliche auszublenden. Ciompi definiert den Aspekt als körperlich-seelische Gestimmtheit oder Befindlichkeit von variierender Qualität, Bewusstseinsnähe und Dauer.